# 黄花软紫草
黄花软紫草（学名：Arnebia guttata）是紫草科软紫草属的植物。分布于巴基斯坦、蒙古、克什米尔、印度、俄罗斯、阿富汗以及中国大陆的西藏、新疆、河北、甘肃、宁夏、内蒙古等地，生长于海拔280米至4,200米的地区，常生于戈壁、石质山坡及湖滨砾石地，目前尚未由人工引种栽培。
其种加词“guttata”意为“点状纹样的”。

## 别名
内蒙古紫草（中药鉴别手册）

## 外部連結
- 紫草 Zicao（页面存档备份，存于） 中藥材圖像數據庫 (香港浸會大學中醫藥學院)